# Presih
Presíh je desni pritok Velke iz osrednjega dela Pohorja. Izvira v gozdu visoko na severnem pobočju Kasjanovega brega in teče najprej po ozki gozdnati grapi proti severu. Ko priteče v mehkejše kamnine Ribniško-Lovrenškega podolja, se ob potoku pojavi ožja naplavna ravnica, nato teče skozi razloženo naselje Lehen na Pohorju in se na njegovem severnem koncu izliva v Velko. Vanj se steka več krajših grap, nekoliko večja je Brabarjev graben z desne strani in grapa Uranovega potoka (tudi Vranov potok) z leve.
Zgornji del doline je v celoti v gozdu, v spodnjem delu so v dnu doline manjše kmetije in stanovanjske hiše naselja Lehen na Pohorju in podružnična šola. Po dolini navzgor pelje tudi lokalna cesta Podvelka–Lehen–Lovrenc na Pohorju.
Čeprav je potok majhen, se ob močnejših nalivih spremeni v hudournik in povzroča težave zaradi erozije in nanašanja plavja. Največ škode je povzročil ob neurju 4. junija 1954, ko je skoraj odnesel eno stanovanjsko hišo, poplavljal je tudi 13. junija 1994 in 1. junija 2017.